# John Kuck

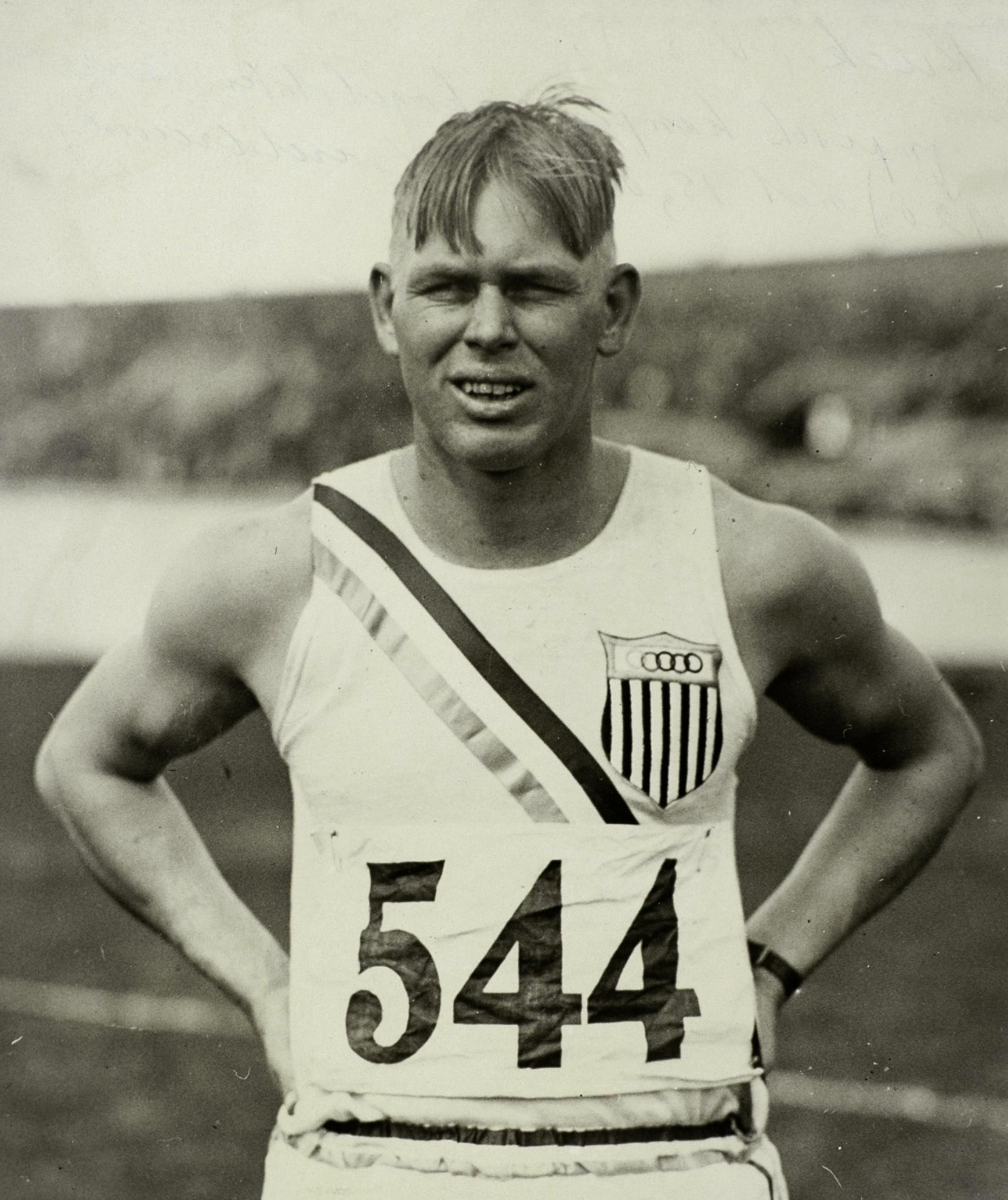
John Kuck, 1928

John Henry Kuck (* 30. April 1905 in Wilson, Kansas; † 21. September 1986 in Halstead (Kansas)) war ein US-amerikanischer Leichtathlet. Bei einer Körpergröße von 1,90 m betrug sein Wettkampfgewicht 102 kg.
John Kuck wurde 1926 Meister der Amateur Athletic Union (AAU) im Speerwurf und warf mit 65,63 m US-Rekord. 1927 gewann er den Titel im Kugelstoßen. Im Frühjahr 1928 stieß er mit 15,55 m und 15,59 m zweimal weiter als Ralph Rose bei seinem Weltrekord 1909. Beide Leistungen wurden aber nicht offiziell anerkannt und so verbesserte der Deutsche Emil Hirschfeld am 6. Mai den Weltrekord auf 15,79 m.
Bei den Olympischen Spielen 1928 in Amsterdam gewann John Kuck am 29. Juli das Kugelstoßen mit neuem Weltrekord von 15,87 m. Zweiter wurde sein Landsmann Herman Brix, der bis zum fünften Versuch von Kuck mit 15,75 m geführt hatte. Dritter wurde Emil Hirschfeld mit 15,72 m.
Kurz nach den Olympischen Spielen löste Emil Hirschfeld John Kuck wieder als Weltrekordler ab, als er am 26. August 16,04 m erreichte.

## Anmerkung
Über das Todesdatum von John Kuck ist wenig bekannt. Im Internet findet sich in der Regel das Jahr 1986. Laut zur Megede starb Kuck bereits 1936.